# ゼイン・ヒルトン
ゼイン・ヒルトン（Zane Hilton、1981年3月17日 - ）は、オーストラリアのラグビー指導者。現在ジャパンラグビーリーグワン九州電力キューデンヴォルテクスヘッドコーチを務めている。オーストラリア出身。

## 略歴
2011年、九州電力キューデンヴォルテクスのFWコーチに就任。翌2012年、ヘッドコーチに昇格。
2013年、キヤノンイーグルスのFWコーチに就任。翌2014年にはヘッドコーチに昇格するも、同年10月、退任。
その後メルボルン・ライジングのコーチを経て、2019年、九州電力キューデンヴォルテクスのヘッドコーチに復帰。